# Остання подорож Каїпа
«Остання подорож Каїпа» — радянський художній фільм 1989 року, знятий режисером Фарідом Давлетшиним на кіностудії «Узбекфільм».

## Сюжет
За мотивами однойменної повісті Тимура Пулатова. Фільм розповідає про старого рибалку, що в кінці життя робить подорож назад, у власні дитинство і юність, який намагається осмислити заплутані обставини свого життя, зрозуміти сенс прожитого. Каїп виконує останній обов'язок — він повертається на рідний берег, де народився, виріс та полюбив на все життя прекрасну дівчину Айшу.

## У ролях
- Асанкул Куттубаєв — Каїп
- Ділором Камбарова — Айша
- Поліна Хотиненко — Айша в дитинстві
- Бахтійор Різаєв — роль другого плану
- Болот Бейшеналієв — роль другого плану
- Сейдулла Молдаханов — роль другого плану
- Нурмухан Жантурін — роль другого плану
- Гульсара Ісмаїлова — дружина Каїпа
- Віктор Шульгін — роль другого плану
- Діяс Рахматов — роль другого плану

## Знімальна група
- Режисер — Фарід Давлетшин
- Сценарист — Тимур Пулатов
- Оператор — Ренат Галієв
- Композитор — Фелікс Янов-Яновський
- Художник — Анна Шамзіні